# Juan Tizón Herreros
Juan Tizón Herreros (La Corunya 1895- Porto, 1945) va ser un escriptor i polític gallec, exiliat durant la Guerra Civil espanyola. Treballador del ferrocarril, va militar en el Partit Socialista Obrer Espanyol i en la Unió General de Treballadors. Dirigent de l'agrupació socialista local de La Corunya es va traslladar a Monforte de Lemos per motius laborals, on va ser escollit secretari local del Sindicat Nacional Ferroviari de la UGT. Va sortir escollit diputat del PSOE a les Corts en les eleccions generals espanyoles de 1931 per la província de Lugo, però per irregularitats en la província es van repetir les eleccions i va perdre l'acta. Va ser també vocal suplent del Comite Federal del PSOE. Va ser vicepresident de la Diputació Provincial de Lugo i president de la primera Gestora Republicana de Monforte de Lemos.
Detingut durant els successos de 1934 va passar algun temps a la presó. Alcalde de Monforte de Lemos del 18 de març al 20 de juliol de 1936, va intentar organitzar la resistència local a la revolta de l'exèrcit, formant una milícia local i confiscant armes, però després de declarar-se l'estat de guerra i ser ocupades els carrers de la ciutat per la Guàrdia Civil va haver de fugir; refugiant-se a casa d'amics portuguesos, entre ells Mario Soares, a la ciutat portuguesa de Porto, on va morir i en el cementiri de la qual està enterrat. En Monforte durant tota l'època franquista se'l va donar per mort, "passejat" per alguns dels esquadrons de la mort falangistes, ja que s'havia afusellat una placa commemorativa que existia en una font per ell inaugurada, el que es va interpretar com un senyal de la seva mort.
Com escriptor va publicar en castellà el llibre de relats Espiando al diablo el 1925 i escriví entre 1937 i 1938 el poema satíric en gallec Seis cregos escollidos (Versos divinos), publicat pòstumament el 2000 por Xesús Alonso Montero.